# Gela-Maler

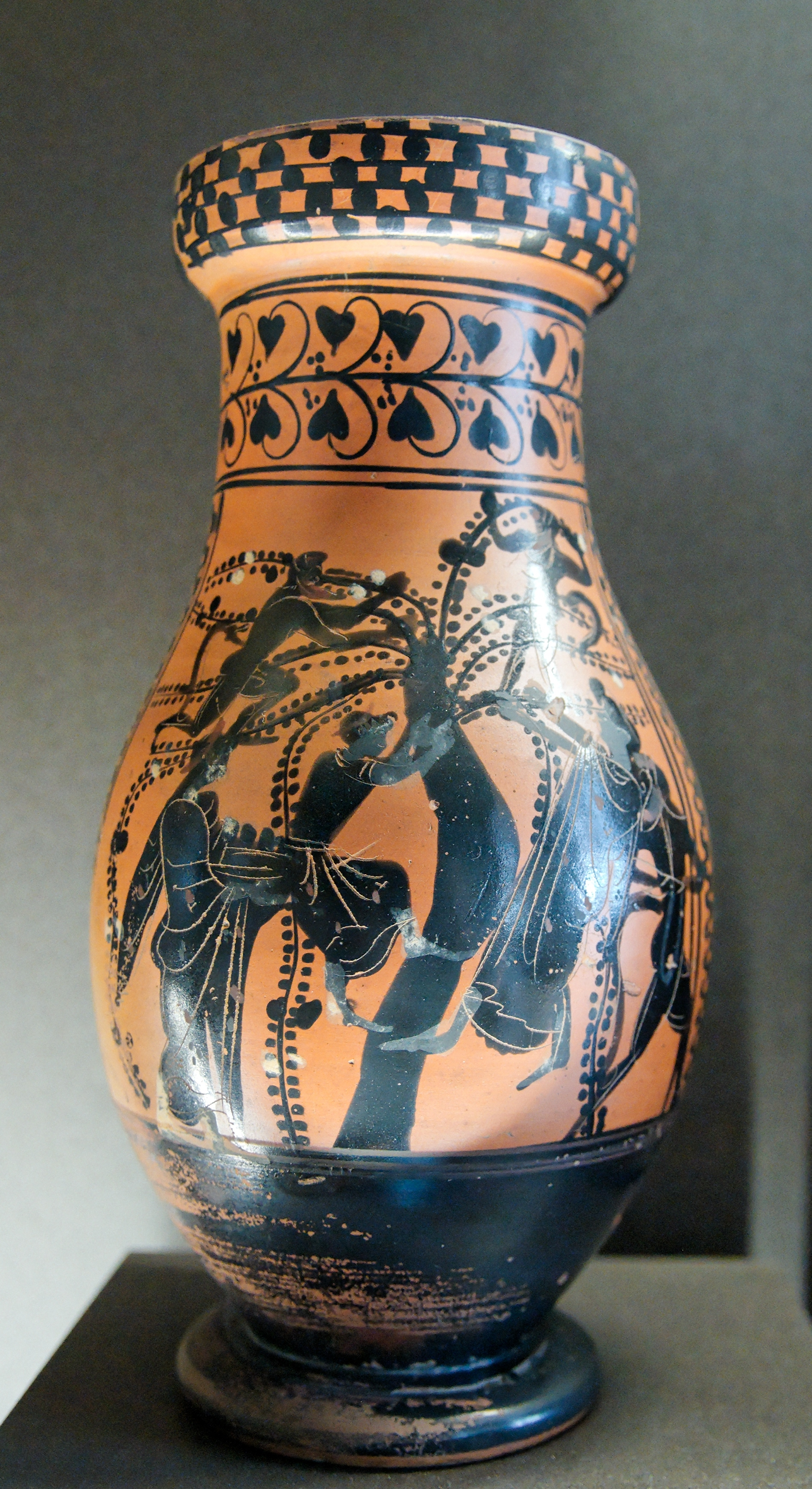
Satyren und Mänaden ernten Oliven; Olpe, um 500/410 v. Chr.; Paris, Louvre F 334

Der Gela-Maler war ein attischer Vasenmaler des schwarzfigurigen Stils, der um 510 bis 480 v. Chr. in Athen tätig war.
Ein großer Teil seiner Werke, die vor allem aus Lekythen bestehen, wurde ins westliche Griechenland exportiert, insbesondere nach Sizilien und hier wiederum nach Gela, daher sein Notname. Auch Tafelbilder (Pinakes) stammen von ihm, wie eine gut erhaltene Aufbahrungsszene (Prothesis) zeigt. Seine Werke sind schon sehr von den neuen Strömungen, vor allem der rotfigurigen Vasenmalerei, beeinflusst. Seine Malweise ist nicht selten flüchtig, doch zeugen seine Bilder von Originalität. Vor allem bei Mythen- und Genreszenen kann er Beachtliches leisten. Viele seiner Bildkompositionen auf kleinen Vasen entsprechen denen größerer, teurerer Vasen. Bei den Schulterornamenten des Gela-Malers wurden die üblichen äußeren Knospen durch Blätter ersetzt.